# Encelia farinosa

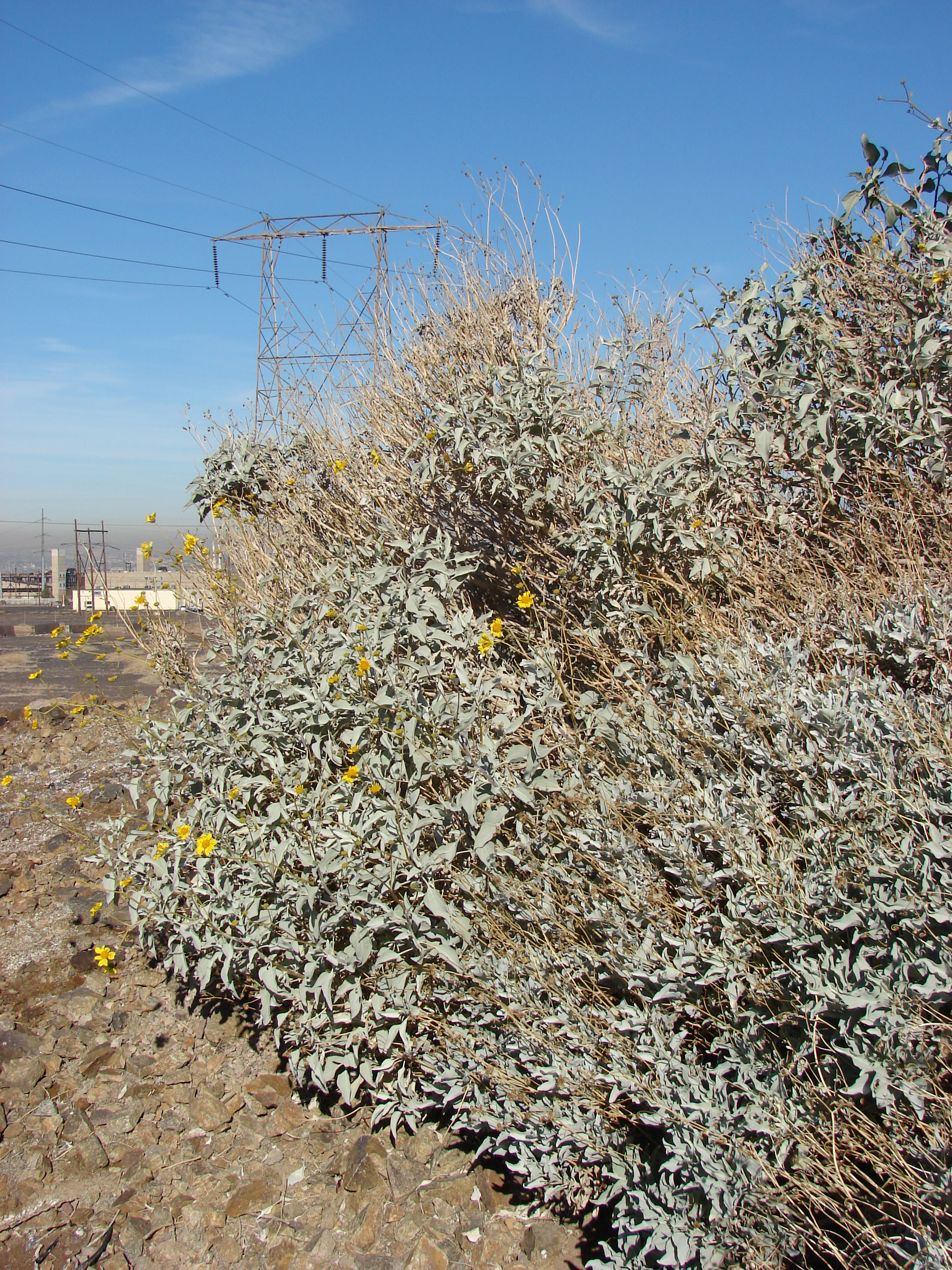
Vista de la planta

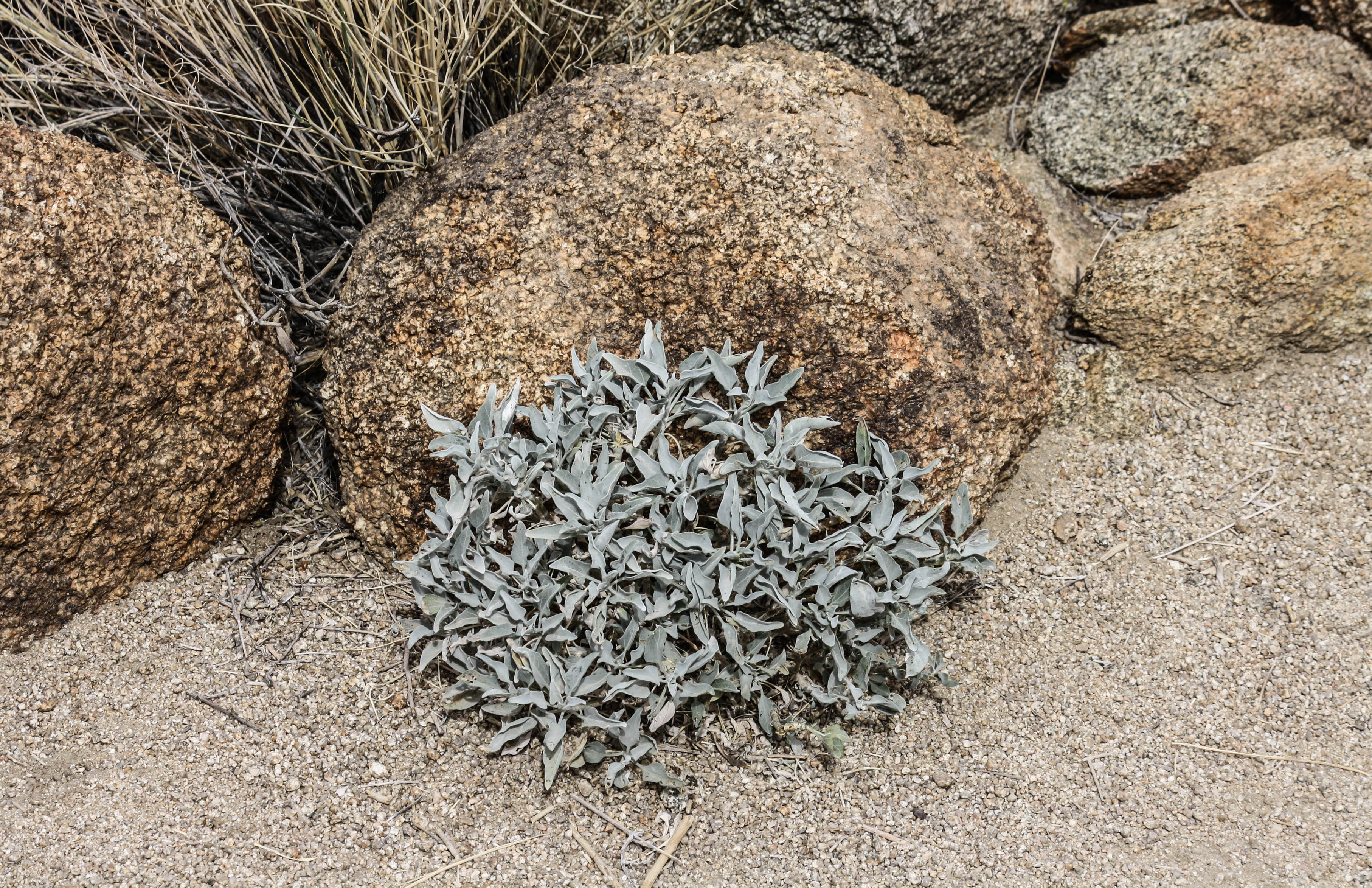
Al seu hàbitat

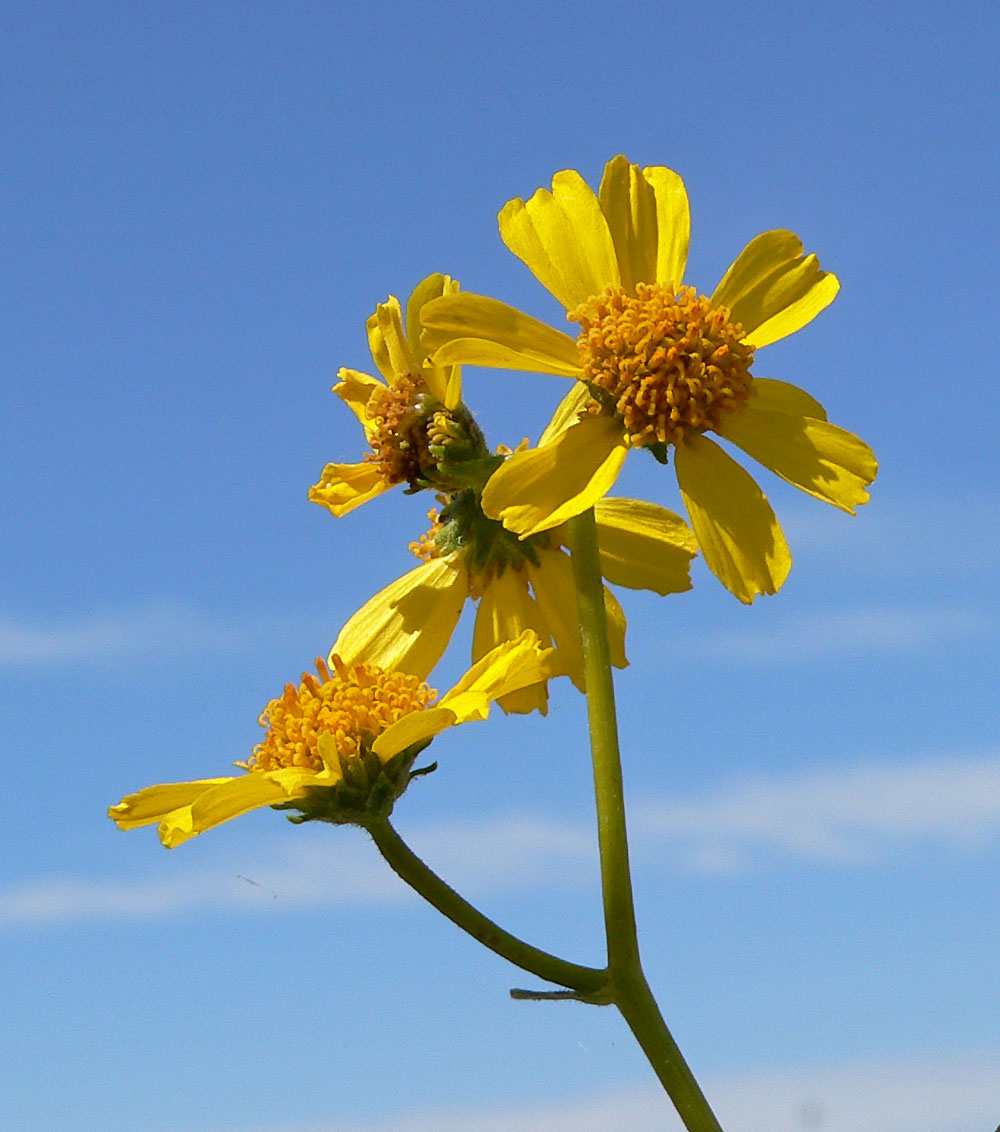
Inflorescència

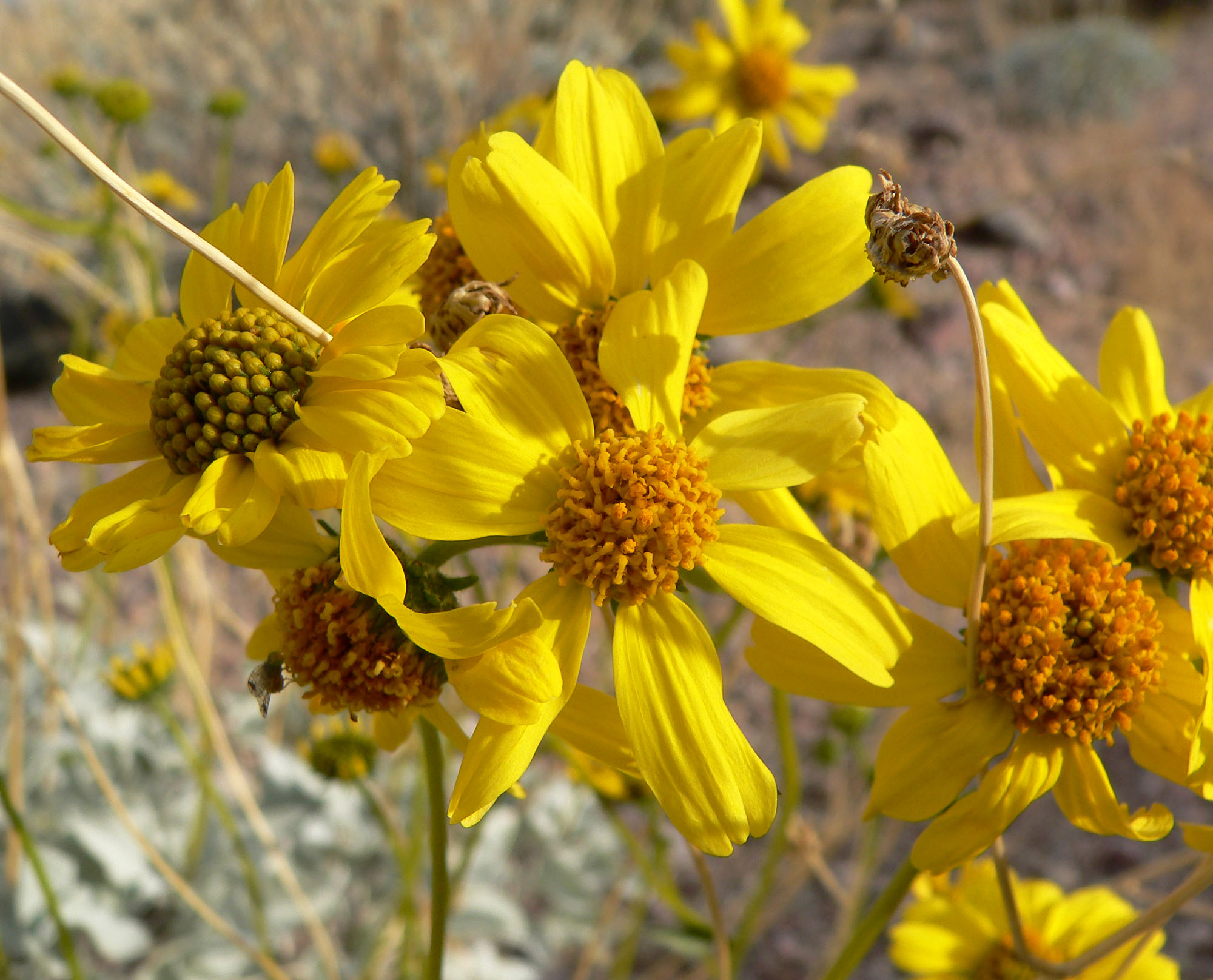
Detall de la inflorescència

Encelia farinosa és una espècie de planta de la família de les asteràcies. En castellà se la coneix amb el nom de "Incienso" (encens) perquè els colonitzadors espanyols de les  missions utilitzaven les seves tiges seques com encens.

## Descripció
Pot arribar a mesurar fins a 1 m d'alçada, amb fulles aromàtiques de 3-8 cm de llarg, de forma ovada a deltoidea, i amb toment platejat, d'aquí el nom específic de farinosa. El capítol té uns 3-3,5 cm de diàmetre. En plena floració emplena de color el paisatge amb les seves mates grisenques arrodonides acabades en groc. És l'única espècie amb capítols florals en diverses branques de tiges nues. Altres espècies tenen un únic capítol en un tija nua sense branques.

## Distribució i hàbitat
Nativa del sud-oest dels Estats Units i del nord-oest de Mèxic.  Encelia farinosa  pot trobar-se en una gran varietat d'hàbitats des de secs vessants pedregosos fins obertes conques arenoses per sota dels 1000 msnm.

## Taxonomia
Encelia farinosa va ser descrita per A.Gray ex Torr. i publicada al Notes of a Military Reconnoissance 143, al 1848.

### Etimologia
- Encelia: nom genèric atorgat en honor de Christoph Entzelt (1517-1583), naturalista alemany, un clergue luterà que va llatinitzar el seu nom a  Encelius  i va publicar un llibre anomenat De Re Metallica Arxivat 2016-05-03 a Wayback Machine. el 1551 sobre la mineralogia i la metal·lúrgia, i també va escriure sobre els usos medicinals de parts d'animals i plantes.[2]
- farinosa: epítet llatí que significa "farinosa" (provinent de "farina") pel seu toment platejat.[3]

### Sinonímia
- Encelia farinosa f. farinosa
- Encelia farinosa var. phenicodonta (S.F.Blake) I.M.Johnst.
- Encelia farinosa f. phenicodonta S.F.Blake
- Encelia farinosa var. radians (Brandegee) Brandegee ex S.F.Blake
- Encelia radians Brandegee[4]